# Новка (Стодолищенский сельсовет)
Новка (бел. Но́ўка) — деревня в Стодолищенском сельсовете Городокского района Витебской области Белоруссии. Это небольшое местечко расположено в 30 километрах от Витебска, по дороге на Невель. ССОАТО 2218804128.

## История
В Новке когда-то жили мастера-стеклодувы. Стеклозавод в Новке был построен Товариществом парфюмерного производства «Брокар и Ко» Генриха Афанасьевича Брокара в 1860-х годах. В 1880-х годах этот завод купил полоцкий купец 1-й гильдии Ирма Галеркин. Его сын Лейба Галеркин унаследовал завод и приложил много сил для его развития. Перед революцией здесь трудилось уже больше 600 рабочих: белорусы, евреи, немцы, поляки. Песок завозили из озера Вымно. Делали здесь хрустальную посуду с алмазной гранью, выдували фирменные бутылочки с особым клеймом и российским гербом — двуглавым орлом для парфюмерной фирмы Брокар.
Завод был в числе трех самых крупных стеклозаводов на территории современной Белоруссии. Липа Галеркин, старший сын Лейбы, был управляющим, а после национализации директором завода. Среди управленческих и инженерно-технических работников было много родственников самого Липы Галеркина и его жены. Жили они с семьями тут же в Новке или в соседнем Лопакове — на другом берегу озера. Хозяева построили рабочий городок, где каждая семья имела отдельную квартиру. Поселок считался городским и был достаточно благоустроенным: здесь были школа, детский сад, больница и баня.
До революции в Новке жило 4,5 тысячи человек, завод работал в три смены. После Октябрьской революции новкинский завод вошел в состав всесоюзного стеклотреста и стал выпускать стекло для керосиновых ламп и банки.
До 1986 года деревня входила в состав Канашинского сельсовета, до 2004 года — в составе Веречского сельсовета.

## Население

### Численность
- 2019 год — 3 жителей

### Динамика
- 2009 год — 7 жителей
- 2019 год — 3 жителей

## Достопримечательность
- Обелиск на месте гибели партизан. В 1964 году был установлен четырехгранный обелиск из бетона  на месте, где погибли 7 партизан.
- Обелиск в память о погибших заложниках. В 1941 году установлен памятник на месте гибели 13 заложников.